# Лав (округ, Оклахома)
Шаблон:StateAbbr_ 33°57′ пн. ш. 97°15′ зх. д. / 33.95° пн. ш. 97.25° зх. д.
Округ  Лав (англ. Love County) — округ (графство) у штаті  Оклахома, США. Ідентифікатор округу 40085.

## Історія
Округ утворений 1907 року.

## Демографія
За даними перепису 
2000 року 
загальне населення округу становило 8831 осіб, усе сільське.
Серед мешканців округу чоловіків було 4375, а жінок — 4456. В окрузі було 3442 домогосподарства, 2556 родин, які мешкали в 4066 будинках.
Середній розмір родини становив 2,97.
Віковий розподіл населення поданий у таблиці:
| Стать    | До 15 років | 15-21 | 22-29 | 30-39 | 40-49 | 50-65 | 65-85 | Понад 85 |
| -------- | ----------- | ----- | ----- | ----- | ----- | ----- | ----- | -------- |
| Чоловіки | 938         | 452   | 397   | 528   | 621   | 820   | 557   | 62       |
| Жінки    | 878         | 386   | 354   | 562   | 640   | 827   | 672   | 137      |

## Суміжні округи
- Картер — північ
- Маршалл — схід
- Кук, Техас — південь
- Монтаг'ю, Техас — південний захід
- Джефферсон — північний захід

## Виноски
1. ↑  U.S. Decennial Census. United States Census Bureau. Архів оригіналу за 19 липня 2018. Процитовано 21 лютого 2015.
2. ↑  Historical Census Browser. University of Virginia Library. Архів оригіналу за 11 серпня 2012. Процитовано 21 лютого 2015.
3. ↑  Forstall, Richard L., ред. (27 березня 1995). Population of Counties by Decennial Census: 1900 to 1990. United States Census Bureau. Архів оригіналу за 19 лютого 2015. Процитовано 21 лютого 2015.
4. ↑  Census 2000 PHC-T-4. Ranking Tables for Counties: 1990 and 2000 (PDF). United States Census Bureau. 2 квітня 2001. Архів оригіналу (PDF) за 18 грудня 2014. Процитовано 21 лютого 2015.
5. ↑  State & County QuickFacts. United States Census Bureau. Архів оригіналу за 6 червня 2011. Процитовано 9 листопада 2013.(англ.) Наведено за англійською вікіпедією.
6. ↑  American FactFinder. Бюро перепису населення США. Архів оригіналу за 20 березня 2010. Процитовано 31 січня 2008.

| США | Це незавершена стаття з географії США. Ви можете допомогти проєкту, виправивши або дописавши її. |